# 猟奇
『猟奇』（りょうき）は、1928年（昭和3年）、関西の作家仲間で創刊された探偵小説雑誌。『新青年』をライバル視する中央への反骨精神を原動力として、5年間発行されつづけた。主な同人として、江戸川乱歩、大下宇陀児、甲賀三郎、小酒井不木、角田喜久雄、山本禾太郎、夢野久作らがいる。
2013年から2014年にかけて、三人社から復刻版が刊行された。
また、光文社からは光文社文庫の「幻の探偵文庫」シリーズの1冊として『「猟奇」傑作選』が2001年に刊行されている。